# Эдиге
Эдиге́ (ног. Эдиге) — село в Ногайском районе Дагестана. Образует сельское поселение село Эдиге как единственный населённый пункт в его составе.

## Географическое положение
Расположено в 39 км к юго-востоку от районного центра села Терекли-Мектеб на канале Старая Сулу-Чубутла.

## Название
Село названо в честь ногайского героического эпоса «Эдиге», прообразом героя которого стал золотоордынский темник Эдиге́ (Едигей).

## История
Указом ПВС ДАССР от 26.03.1992 г. Янгиаульский сельский Совет переименован в Эдигейский, а его центр село Янгиаул — в Эдиге.

## Население
| 1970 | 1989 | 2002 | 2010 | 2012 | 2013 | 2014 |
| ---- | ---- | ---- | ---- | ---- | ---- | ---- |
| 572  | ↘486 | ↗506 | ↗587 | ↘564 | ↘527 | ↘497 |
| 2015 | 2016 | 2017 | 2018 | 2019 | 2020 | 2021 |
| ↘482 | ↘465 | ↘446 | ↘426 | ↘403 | ↘393 | ↘392 |
| 2023 | 2024 | 2025 |      |      |      |      |
| ↗393 | ↘380 | ↗381 |      |      |      |      |

Национальный состав
По результатам Всероссийской переписи населения 2010 года:
| № | Национальность | Численность, чел. | Доля   |
| - | -------------- | ----------------- | ------ |
| 1 | ногайцы        | 577               | 98,3 % |
| 2 | другие         | 10                | 1,7 %  |